# Angelo Baschenis
Angelo Baschenis (documentato dal 1450 – al 1504) è stato un pittore italiano, appartenente ad una delle più popolari botteghe di pittori itineranti presenti nel bergamasco e nel Trentino.
- La dinastia di Lanfranco
  - Antonio Baschenis (doc. 1450/1490)
  - Angelo Baschenis (doc. 1450/1504)
  - Giovanni e Battista Baschenis (doc. 1471/1503)
    - figlio di Giovanni Dionisio Baschenis (doc. 1493)
- La dinastia di Cristoforo
  - Cristoforo I Baschenis(doc. 1465/1475)
  - Simone I Baschenis (doc. 1488/1503)
  - Cristoforo II Baschenis (doc. 1472/1520)
  - Simone II Baschenis (1495 ca. /1555)
  - Filippo Baschenis (doc. 1537/ 1596)
  - Cristoforo Baschenis il Vecchio  (1520 ca/1613 ca
  - Pietro Baschenis (1590 ca./1630)
  - Evaristo Baschenis (1617/1677)

## Biografia

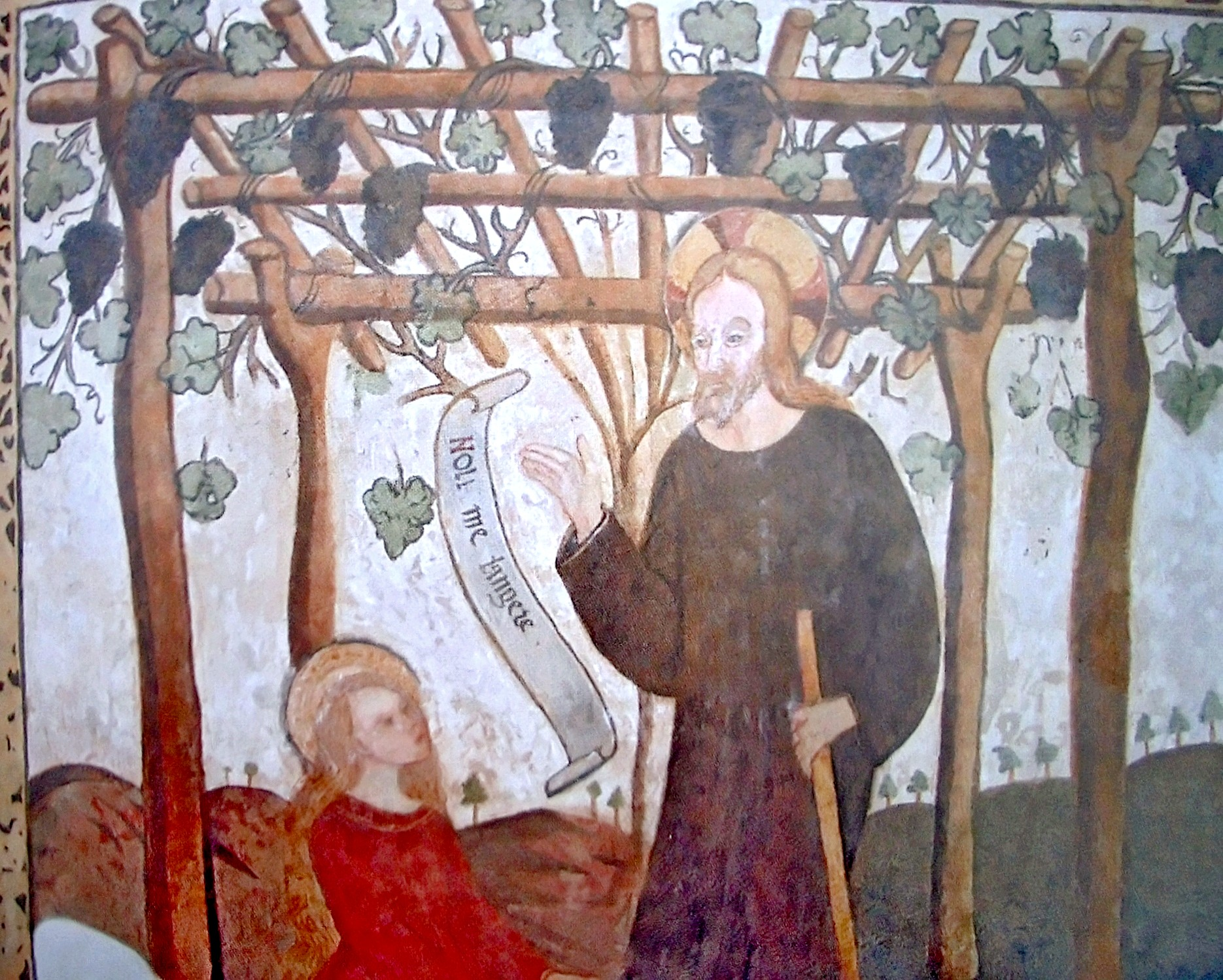
Noli me tangere, Pinzolo, chiesa di San Vigilio

La famiglia Baschenis, originaria frazione di Colla nel comune montano di Santa Brigida (BG), costituisce un interessante esempio di bottega di frescanti che, a partire dalla metà del XV secolo, si tramandarono per secoli di padre in figlio il loro mestiere.
Angelo fu figlio di Giacomo e fratello di Antonio, rampollo della cosiddetta dinastia di Lanfranco, uno due ceppi della famiglia.
Le prime notizie della produzione pittorica di Angelo risalgono al 1482, anno in cui lo troviamo impegnato ad affrescare con figure di Santi il presbiterio della chiesa di San Defendente a Roncola in valle Imagna.
A Ornica in val Brembana, Angelo realizzò nella chiesa parrocchiale di Sant'Ambrogio un importante ciclo di affreschi firmati e datati 15 novembre 1485 accanto alla scritta Angelus de Averaria pinxit una cum filio suo.
Essi ricoprono l'abside dell'antica chiesa gotica con volta a crociera (poi adibita a sacrestia).
Ad Angelo Baschenis sono attribuiti gli Episodi della vita di San Nicola da Tolentino, una Crocifissione e altri affreschi dell'antica chiesa parrocchiale di Santa Brigida, databili al penultimo decennio del XV secolo.
Più tardi Angelo lavorò in Trentino; gli sono attribuiti gli affreschi della chiesa di San Giovanni Battista a Flavon ove troviamo rappresentati nella volta dell'abside il Cristo, gli Evangelisti, i Dottori della Chiesa, l'Incoronazione di Maria e, sulle pareti dell'abside, vari episodi della Vita di San Giovanni Battista. Sull'arco trionfale compaiono una Annunciazione e le figure di Adamo ed Eva; sulla parete di sinistra trova posto un affresco dedicato a San Nicola da Tolentino, mentre su quella di destra campeggia una Madonna in Trono con Bambino datata 1485.
Nella parete sud della chiesa di San Vigilio a Pinzolo troviamo quattro riquadri firmati ("Angelus de Averara pinxit") e datati (26 maggio 1490); si tratta di una Madonna in Trono con Bambino e di quattro episodi delle vita di Cristo: la Incredulità di Tommaso, il Noli me tangere (episodio curiosamente ambientato in una vigna), la Discesa nel Limbo e la Salita in cielo.
Il pittore utilizza un linguaggio ancora pienamente gotico; traspaiono in esso gli intenti didattici voluti dal committente, non privi di una marcata pietà umana, come appare nella figura della Maddalena del Noli me tangere e nel volto della Madonna in Trono.
Gli sono assegnate le pitture a fresco presenti nella chiesa di San Ludovico a Bretto, piccola frazione di Camerata Cornello, datati 1504.